# الجوهرة (ردفان)

تعديل مصدري - تعديل

الجوهرة هي إحدى قرى عزلة الحبيلين بمديرية ردفان التابعة لمحافظة لحج، بلغ تعداد سكانها 7 نسمة حسب تعداد اليمن لعام 2004.